# Albertino Bragança
Albertino Bragança (ur. 9 marca 1944 w São Tomé) – pisarz i polityk Wysp Świętego Tomasza i Książęcej.

## Życiorys
W 1964 roku wyjechał do Portugalii, gdzie studiował elektrotechnikę na Uniwersytecie w Coimbrze. W 1976 wrócił na São Tomé i został nauczycielem języka portugalskiego. Potem w latach 1984-1991 pracował w Ministerstwie Edukacji. Jako członek Movimento Democrático das Forças da Mudança-Partido Liberal (MDFM-PL) w latach 1991-1992 pełnił funkcję ministra obrony w gabinecie premiera Daniela Limy dos Santos Daio. W 1992 roku objął stanowisko ministra spraw zagranicznych w kolejnym gabinecie premiera Norberto d'Alva Costa Alegre i funkcję ta pełnił do 1994 roku. 8 kwietnia 2002 roku został wybrany członkiem Zgromadzenia Narodowego (Assembléia Nacional), funkcję posła pełnił ponownie po wyborach z 18 maja 2006 roku, reprezentując okręg wyborczy Água Grande.
Od 1985 roku jest członkiem założycielem i sekretarzem generalnym União dos Escritores e Artistas São-tomenses (UNEAS) (Krajowego Związku Pisarzy i Artystów Wysp Świętego Tomasza i Książęcej).
18 maja 2021 w sali konferencyjnej biblioteki narodowej odebrał nagrodę literacką im. Guerra Janguieiro, która jest przyznawana od 2017 roku. Albertino Bragança jest pierwszym portugalskojęzycznym pisarzem, który ją otrzymał.

## Twórczość
- 1985: Rosa do Riboque[8]
- 2005: Um Clarão Sobre a Baía[9]
- 2011: Aurélia de Vento[10]
- 2014: Preconceito & outros contos[11]
- 2017: Ao cair da noite[12]

## Nagrody
- 2021: Prémio Literário Guerra Junqueira Lusofonia (Nagrodę Literacką imienia Guerra Junqueiro)[13].